# Надконецкая
Надконецкая — деревня в Плесецком районе Архангельской области.

## География
Находится в западной части Архангельской области на расстоянии приблизительно 85 км на юго-запад по прямой от административного центра района поселка Плесецк на левом берегу реки Онега.

## История
В 1873 году здесь (деревня Пудожского уезда Олонецкой губернии было учтено 28 дворов, в 1905 — 42. До 2021 года входила в Конёвское сельское поселение до его упразднения.

## Население
Численность населения: 144 человек (1873 год), 193 (1905), 1 (русские 100 %) в 2002 году, 2 в 2010.